# Metó de Tàrent
Metó (en llatí Meton, en grec antic Μέτων) fou un ciutadà de Tàrent que quan es va proposar cridar a Pirros de l'Epir per demanar-li ajuda en la lluita contra els romans, (281 aC) va entrar a l'assemblea del poble amb un vestit de festa i cantant i dansant acompanyat d'un flautista, com si vingués d'un banquet. Quan li van preguntar que passava va dir que actuava així perquè quan Pirros arribés la vida canviaria i que aprofitava per ballar mentre encara podia. Aquest artifici va produir un gran efecte a l'assemblea però tot i així no va aconseguir posposar el decret per demanar que Pirros vingués. Aquesta anècdota l'expliquen Plutarc i Dió Cassi.